# Rząd Einarsa Repšego
Rząd Einarsa Repšego (łot. Repšes Ministru kabinets) – gabinet koalicyjny rządzący Łotwą od 7 listopada 2002 do 9 marca 2004.

## Historia
Gabinet powstał na początku kadencji Sejmu wybranego w wyborach w 2002. Zastąpił rząd Andrisa Bērziņša. Koalicję zawiązały Nowa Era, Związek Zielonych i Rolników, Dla Ojczyzny i Wolności/Łotewski Narodowy Ruch Niepodległości oraz Pierwsza Partia Łotwy. Ostatnie z tych ugrupowań w styczniu 2004 opuściło koalicję. Gabinet został zastąpiony przez rząd Indulisa Emsisa.

## Skład rządu
Premier
- Einars Repše (JL)

Wicepremier
- Ainārs Šlesers (LPP, do 26 stycznia 2004)

Minister obrony narodowej
- Ģirts Valdis Kristovskis (TB/LNNK)

Minister spraw zagranicznych
- Sandra Kalniete (bezp.)

Minister gospodarki
- Juris Lujāns (LPP, do 29 stycznia 2004)

Minister finansów
- Valdis Dombrovskis (JL)

Minister spraw wewnętrznych
- Māris Gulbis (JL)

Minister oświaty i nauki
- Kārlis Šadurskis (JL)

Minister kultury
- Inguna Rībena (JL)

Minister zabezpieczenia społecznego
- Dagnija Staķe (ZZS)

Minister rozwoju regionalnego i samorządności
- Ivars Gaters (JL)[1]

Minister transportu
- Roberts Zīle (TB/LNNK)

Minister sprawiedliwości
- Aivars Aksenoks (JL)

Minister zdrowia
- Āris Auders (JL, do 20 marca 2003)[1], Ingrīda Circene (od 10 kwietnia 2003)

Minister środowiska
- Raimonds Vējonis (ZZS)[2]

Minister rolnictwa
- Mārtiņš Roze (ZZS)

Minister bez teki ds. rodziny i dzieci
- Ainars Baštiks (LPP, do 29 stycznia 2004)

Minister bez teki ds. integracji społecznej
- Nils Muižnieks (LPP, do 29 stycznia 2004)